# St.-Hildegard-Kirche (Mannheim)

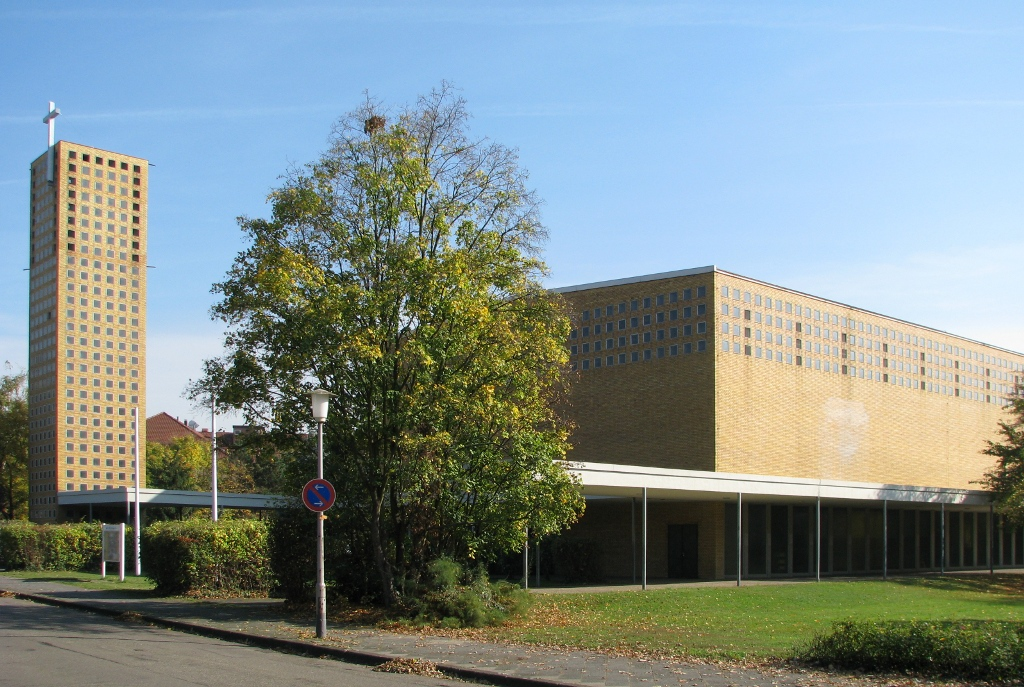
St.-Hildegard-Kirche

Die St.-Hildegard-Kirche war eine katholische Kirche im Mannheimer Stadtteil Käfertal. Sie wurde zwischen 1959 und 1961 nach den Plänen von Heinz Heß erbaut und im Oktober 2024 profaniert.

## Geschichte
Nach dem Ersten Weltkrieg entstand südlich von Käfertal am Bäckerweg eine neue Wohnsiedlung. 1931 wohnten dort bereits mehr als 3.000 Menschen, davon 1.400 Katholiken. Zum Gottesdienst mussten sie in die Käfertaler Kirche St. Laurentius oder in die Neckarstädter Kirche St. Bonifatius gehen. Zwischen 1934 und 1935 wurde nach den Plänen des Architekten Josef Lutz an der Ecke Bäckerweg/Dürkheimer Straße ein rechtwinkliger Baukomplex errichtet, der eine Notkirche, ein Pfarrhaus und ein Schwesternhaus umfasste. Am 17. Februar 1935 wurde die Kirche Hildegard von Bingen geweiht und im April desselben Jahres errichtete der Freiburger Erzbischof Conrad Gröber eine Pfarrkuratie.

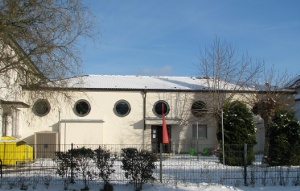
Die frühere St.-Hildegard-Kirche im Winter 2010

Durch die nahe gelegenen Werke von BBC und Hommel war die Gegend im Zweiten Weltkrieg ein bevorzugtes Ziel der alliierten Fliegerangriffe und die Kirche wurde mehrfach stark beschädigt. Nach dem Krieg folgte der Wiederaufbau und im September 1946 konnte die Kirche neu benediziert werden. Aufgrund des weiteren Wachstums der Siedlung wurde der Bau einer neuen, größeren Kirche notwendig. 1959 begann der Bau der heutigen St.-Hildegard-Kirche, am 21. Juni 1961 wurde sie geweiht. Im Jahr 2003 schlossen sich die benachbarten Gemeinden St. Laurentius, St. Hildegard und Zwölf Apostel (Vogelstang) zur Seelsorgeeinheit Käfertal-Vogelstang zusammen. 2008 knickte der Orkan Emma das Kreuz auf dem Kirchturm um.
Am Abend des 17. Oktobers 2017 wurde ein Brandanschlag auf den Kirchturm verübt. Die polizeiliche Ermittlungsarbeit zu diesem Fall führte am 5. Dezember zur Festnahme eines 24-jährigen Mannes mit pakistanischer Staatsangehörigkeit.
Aufgrund rückläufiger Mitgliederzahlen und zurückgehender Kirchensteuereinnahmen werden in Mannheim mehrere katholische Kirchen aufgegeben. Am  27. Oktober 2024 fand in der Kirche St. Hildegard der letzte Gottesdienst statt. Dabei wurde die Weihe der Kirche aufgehoben. Das Gebäude ist an den Caritasverband der Erzdiözese Freiburg verkauft. Aus der profanierten Kirche entsteht eine Schule für Erzieherinnen und Pflegerinnen der Caritas. Für die Pfarrgemeinde ist eine gemeinsame Nutzung der (evangelischen) Philippuskirche als Ökumenekirche vereinbart.

## Beschreibung
Die St.-Hildegard-Kirche steht im Osten von Käfertal-Süd. Schräg gegenüber befindet sich die fast zeitgleich gebaute evangelische Philippuskirche. Der Stil erinnert an die fünf Jahre zuvor errichtete Kirche St. Pius in Neuostheim. Der gelb verklinkerte Bau besitzt keine Fenster, zur Beleuchtung ist im oberen Viertel ein vierreihiges Band von Glaswaben eingelassen. Bedeckt ist die Kirche mit einem flachen Satteldach. Der stützenlose Innenraum mit seinen Lochziegelwänden ist betont nüchtern gehalten.
Die Orgel wurde 2008 geweiht.
Der wie ein Campanile freistehende Glockenturm ist auf einem quadratischen Grundriss an die Straße gestellt und im selben Stil wie das Gotteshaus gehalten. Bekrönt wird er von einem weißen Kreuz. Von der Straße führen zwei Laubengänge zur Kirche, die sie umschließen und zu den dahintergestellten Gemeinde- und Pfarrhaus führen.
Glocken
Im Turm befindet sich ein fünfstimmiges Glockengeläut aus Bronze. Die Kirchenglocken wurden alle im Jahr 1964 von Friedrich Wilhelm Schilling in Heidelberg gegossen.
| Glocke | Name          | Durchmesser | Gewicht  | Schlagton |
| ------ | ------------- | ----------- | -------- | --------- |
| 1      | St. Hildegard | 1263 mm0    | 1334 kg0 | es'-2     |
| 2      | Hl. Maria     | 1050 mm0    | 750 kg   | ges'±0    |
| 3      | St. Johannes  | 869 mm      | 432 kg   | b'-2      |
| 4      | Judas Thadäus | 773 mm      | 315 kg   | des"±0    |
| 5      | Hl. Konrad    | 682 mm      | 210 kg   | es"-2     |